# رؤیا (مجموعه تلویزیونی)
رؤیا (انگلیسی: Dream؛ کره‌ای: 드림) مجموعه تلویزیونی محصول کره جنوبی سال ۲۰۰۹ است که زندگی یک مدیر برنامه ورزشی و مبارزان K-1 را دنبال می‌کند. این مجموعه با بازی جو جین مو، کیم بوم و سون دام بی (در نخستین تجربه بازیگری‌اش)، از ۲۷ ژوئیه تا ۲۹ سپتامبر ۲۰۰۹، روزهای دوشنبه و سه‌شنبه ساعت ۲۱:۵۵ (کی‌اس‌تی) از اس‌بی‌اس پخش شد.

## خلاصه داستان
نام جه ایل (جو جین مو) یک مدیر برنامه ورزشی موفق است که مشتریان مشهوری دارد، اما وقتی یکی از بازیکنان بیسبالش درگیر پرونده مواد مخدر می‌شود، همه چیزش را از دست می‌دهد. در حالی که در اوج ناامیدی قرار دارد، با لی جانگ سوک (کیم بوم)، یک جیب‌بر سابق و مبارز مشتاق K-1، و پارک سو یون (سون دام بی) آشنا می‌شود. او تصمیم می‌گیرد با تبدیل کردن لی به یک ستاره، دوباره به اوج بازگردد.

## بازیگران
- جو جین مو در نقش نام جه ایل
- کیم بوم در نقش لی جانگ سوک[۳][۴]
- سون دام بی در نقش پارک سو یون
- پارک سانگ وون در نقش کانگ کیونگ تک
- چوی یو جین در نقش جانگ سو جین
- اوه دال سو در نقش لی یونگ چول
- لی آه هیون در نقش جونگ گوم جا
- لی کی یونگ در نقش پارک بیونگ سام
- لی هون در نقش پارک جونگ چول
- یو هه جونگ در نقش کیم سام سون
- یو یون سوک در نقش نو چول جونگ
- پارک نام هیون در نقش گو کوانگ پال
- کیم وونگ در نقش مِنگ دو پیل
- کو چانگ سوک
- لی سو جونگ در نقش جه شیل
- هونگ آه روم در نقش سونگ یو ری
- چونگ لیم
- مارکو
- هیون وو
- جولین کانگ
- به جونگ نام
- جو جه یون در نقش گال چی